# Hypoleria santiagona
Hypoleria santiagona är en fjärilsart som beskrevs av Fox 1945. Hypoleria santiagona ingår i släktet Hypoleria och familjen praktfjärilar. Inga underarter finns listade i Catalogue of Life.